# دانیال قاضی‌یف

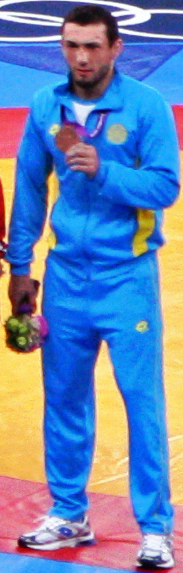
دانیال قاضی‌یف در سال ۲۰۱۲

دانیال قاضی‌یف ورزشکار مرد رشتهٔ کشتی فرنگی متولد ۲۰ فوریهٔ ۱۹۸۶ در کشور روسیه است که برای کشور قزاقستان کشتی می‌گیرد. از افتخارات وی می‌توان به کسب مدال برنز وزن ۸۴ کیلوگرم فرنگی المپیک ۲۰۱۲ لندن اشاره کرد.